# Have Dreams, Will Travel
Have Dreams, Will Travel es una película estadounidense de 2007 dirigida por Brad Isaacs. Está protagonizada por AnnaSophia Robb, Cayden Boyd, Val Kilmer, Matthew Modine, Lara Flynn Boyle, Heather Graham y Dylan McDermott. La película se estrenó el 19 de octubre de 2007 en el Festival de Cine de Roma. 

## Sinopsis
En el oeste de Texas, 1967, vive Ben (Cayden Boyd), un niño desatendido por sus padres. Su madre (Lara Flynn Boyle) está obsesionada por las estrellas de Hollywood y todas las tardes va al cine, mientras que su padre (Matthew Modine) pasa su tiempo libre construyendo un barco. Una noche, ocurre un accidente de coche delante de la casa de Ben, en el que sólo la joven Cassie (AnnaSophia Robb) sobrevive. Los padres de Ben cuidan a Cassie durante su recuperación, ya que se rompió un brazo en el accidente. Durante ese tiempo Ben y Cassie se hacen amigos íntimos. Ambos viajarán hasta Baltimore, donde viven los liberales tíos de Cassie (Heather Graham y Dylan McDermott), haciendo autostop, viviendo así una aventura que marcará sus vidas.

## Reparto
- AnnaSophia Robb – Cassie Kennington
- Cayden Boyd – Ben Reynolds
- Val Kilmer – Henderson
- Matthew Modine – Papá de Ben
- Lara Flynn Boyle – Mamá de Ben
- Heather Graham – Tía de Cassie
- Dylan McDermott – Tío de Cassie